# 上磯部 (安中市)
上磯部（かみいそべ）は、群馬県安中市の地名。郵便番号は379-0100。

## 地理
碓氷川右岸の段丘上に位置し、南には妙義山麓から延びる丘陵が横たわる。田畑が多くあり、住居がない。そのため安中市の資料などでは人口、面積、郵便番号等の表記がない。

## 歴史
江戸時代頃からある地名である。はじめ旗本河田氏領、宝永16年から旗本河田氏、横地氏の相給となり、延享3年からは旗本河田氏、横地氏と幕府領の相給だった。

### 年表
- 1889年4月1日 町村制施行により、上磯部村は東上磯部村、西上磯部村、下磯部村、大竹村と合併して磯部村が成立する。
- 1955年3月1日 原市町は、（旧）安中町、秋間村、磯部町、東横野村、板鼻町、岩野谷村、後閑村と合併して安中町となる。そのため、安中町上磯部となる。
- 1958年11月1日 市制施行により、安中町は安中市となる。そのため安中市上磯部となる。
- 1968年 一部が磯部1-4丁目となる。

### 地名の由来
「磯部」という地名は、奈良時代この地域に毛野氏族の「石上部」氏という豪族がおり、その同族の磯部氏が住んでいたところに由来する。

## 教育
市立小・中学校に通う場合、学区は以下の通りとなる。
| 番地 | 小学校             | 中学校             |
| ---- | ------------------ | ------------------ |
| 全域 | 安中市立磯部小学校 | 安中市立第二中学校 |

## 交通

### 鉄道
同町に鉄道駅はない。

### 道路
国道は通っていない。県道は群馬県道48号下仁田安中倉渕線が通っている。

## 施設
田畑が大半を占めるため、特筆すべき施設がない。